# Episodi di Sulle strade della California (quarta stagione)
Questa voce contiene trame, dettagli e crediti dei registi e degli sceneggiatori della quarta stagione della serie televisiva Sulle strade della California
Negli Stati Uniti, questa stagione andò in onda sulla NBC dal 21 settembre 1976 al 5 aprile 1977. In Italia, la stagione andò in onda su Rai 1 tra il 16 dicembre 1983 e il 27 gennaio 1984. Nella prima trasmissione italiana, non fu rispettato l'ordine cronologico originale degli episodi.
| nº | Titolo originale               | Titolo italiano                | Prima TV USA      | Prima TV Italia  |
| -- | ------------------------------ | ------------------------------ | ----------------- | ---------------- |
| 1  | Payment Deferred               | Pagamento differito            | 21 settembre 1976 | 19 gennaio 1984  |
| 2  | Bought and Paid For            | La riabilitazione              | 5 ottobre 1976    | 20 gennaio 1984  |
| 3  | Two Frogs on a Mongoose        | Appuntamento al drive-in       | 12 ottobre 1976   | 26 gennaio 1984  |
| 4  | The Other Side of the Badge    | L'altra faccia della medaglia  | 26 ottobre 1976   | 21 dicembre 1983 |
| 5  | Three Days to Thirty           | Al di là del dovuto            | 9 novembre 1976   | 29 dicembre 1983 |
| 6  | Trash Detail, Front and Center | Squadra narcotici              | 16 novembre 1976  | 23 dicembre 1983 |
| 7  | Thanksgiving                   | Il giorno del ringraziamento   | 23 novembre 1976  | 16 dicembre 1983 |
| 8  | Monster Manor                  | La casa dei fantasmi           | 30 novembre 1976  | 22 dicembre 1983 |
| 9  | Oxford Gray                    | Un rivoluzionario stile Oxford | 7 dicembre 1976   | 9 gennaio 1984   |
| 10 | The Jar (Part 1)               | L'imbroglio (1ª parte)         | 14 dicembre 1976  | 19 dicembre 1983 |
| 11 | The Jar (Part 2)               | L'imbroglio (2ª parte)         | 21 dicembre 1976  | 20 dicembre 1983 |
| 12 | Trial Board                    | Il processo                    | 4 gennaio 1977    | 25 gennaio 1984  |
| 13 | Spitfire                       | Sputafuoco                     | 11 gennaio 1977   | 18 gennaio 1984  |
| 14 | Nightmare on a Sunday Morning  | Incubo di una domenica mattina | 18 gennaio 1977   | 30 dicembre 1983 |
| 15 | The Malflores                  | La banda dei fiori cattivi     | 25 gennaio 1977   | 10 gennaio 1984  |
| 16 | The Blue Fog                   | Con il permesso delle autorità | 1 febbraio 1977   | 17 gennaio 1984  |
| 17 | Hard Rock Brown                |                                | 15 febbraio 1977  |                  |
| 18 | End of the Line                | Il capolinea                   | 22 febbraio 1977  | 23 gennaio 1984  |
| 19 | One of Our Cops Is Crazy       | Un sergente poco serio         | 1 marzo 1977      | 27 gennaio 1984  |
| 20 | Ice Time                       | Tempo di ghiaccio              | 8 marzo 1977      | 11 gennaio 1984  |
| 21 | The Six Foot Stretch           | Poliziotti di periferia        | 24 marzo 1977     | 24 gennaio 1984  |
| 22 | Prime Rib                      | Il week-end                    | 5 aprile 1977     | 12 gennaio 1984  |